# Polymelie

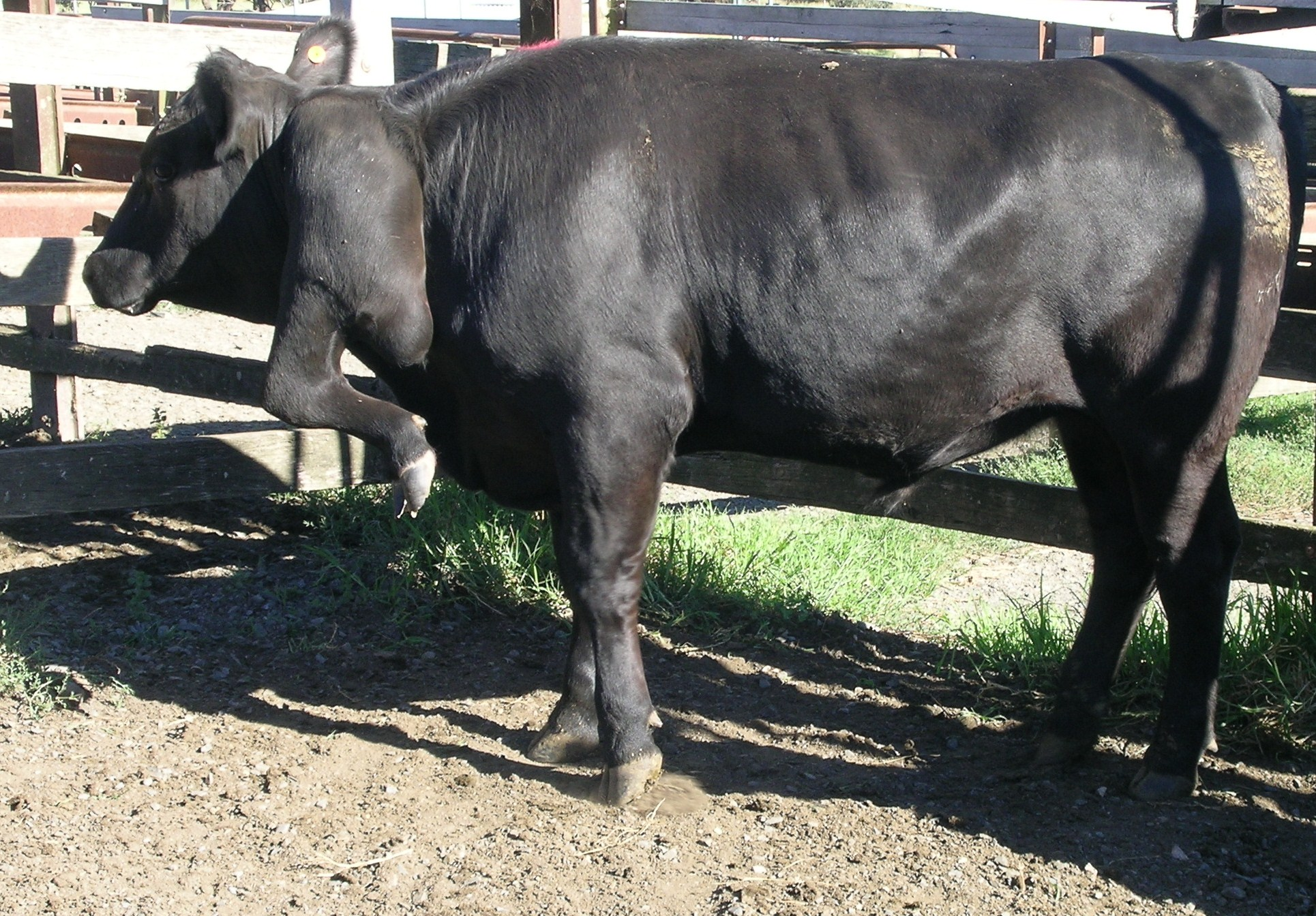
Rind mit fünf Beinen

Der Begriff Polymelie (von altgriechisch πολύς polýs, deutsch ‚viel‘ und μέλος mélos, deutsch ‚Glied‘) oder Hypermelie bezeichnet man eine Fehlbildung, bei der beim Fötus eine zusätzliche Extremität ausgebildet ist. Abzugrenzen sind zusätzliche Extremitäten eines siamesischen Zwillings. Die Polymelie ist eine spontan auftretende Entwicklungsstörung ohne spezifische Mutation. Die Inzidenz beträgt beim Menschen etwa 1:1.000.000. Ist die zusätzliche Gliedmaße am Brustkorb befestigt spricht man von einer Pleuromelie (das Individuum Pleuromelus), setzt sie am Rücken an von einer Notomelie (das Individuum Notomelus).
Eine Sonderform ist die Polydaktylie, die sich auf überzählige Finger und/oder Zehen bezieht.